# Haitham Zein
Pour les articles homonymes, voir Zein.
Haitham Zein (arabe : هيثم زين) (né le 6 janvier 1979 à Beyrouth au Liban) est un joueur de football international libanais, qui évoluait au poste d'attaquant.

## Biographie

### Carrière en sélection
Avec l'équipe du Liban, il joue 24 matchs (pour 9 buts inscrits) entre 1998 et 2004. 
Il figure dans le groupe des sélectionnés lors de la coupe d'Asie des nations de 2000.
Il joue 4 matchs comptant pour les éliminatoires de la coupe du monde, lors des éditions 1998 et 2002.

## Palmarès
Al Tadamon
- Championnat du Liban :
  - Meilleur buteur : 1998-99 (15 buts).

- Coupe du Liban (1) :
  - Vainqueur : 2000-01.